# 緋色の空
「緋色の空」（ひしょくのそら）は、川田まみの2枚目のシングル。2005年11月9日にジェネオンエンタテインメントから発売された。

## 概要
通常盤と初回限定盤の2種類が発売され、初回限定盤には特典として「緋色の空」のPVを収録したDVDが封入されている。
表題曲の「緋色の空」は、テレビアニメ『灼眼のシャナ』の前期オープニングテーマとして制作された楽曲。シングルの表題曲としては川田自身が初めて単独で作詞を行った楽曲であり、作曲は前作「radiance」に続いてI'veの中沢伴行が手掛けている。
タイトル中の「緋色」は、通常は「ひいろ」と読むが、この楽曲では「ひしょく」と読ませている。

## 収録曲
1. 緋色の空 [4:14]
作詞：川田まみ／作曲：中沢伴行／編曲：中沢伴行、尾崎武士
  - 毎日放送系列アニメ『灼眼のシャナ』前期オープニングテーマ[注釈 1]
2. another planet [5:49]
作詞：川田まみ／作曲・編曲：中沢伴行
3. another planet 〜twilight〜 [3:59]
作詞：川田まみ／作曲：中沢伴行／編曲：井内舞子
  - 「another planet」とはアレンジと歌詞が異なる。
4. 緋色の空（Instrumental）
5. another planet（Instrumental）

## 初回特典DVD内容
- 「緋色の空」プロモーションビデオ
- メイキング映像
- 「緋色の空」灼眼のシャナバージョンのプロモーションビデオ

## プロモーションビデオスタッフ
- プロデューサー：一法師康孝（FUCTORY records／I've）
- ディレクター：Ippe〜Morita
- カメラ：Katsunori Usui
- ライト：Hidehiro Nakamura
- メイキングカメラ：Masaki Idobata／Asami Kaga
- コーディネーター：Mikio Iyasu
- ヘアー・メイク：Yukio Matsushita
- スタイリスト：Rie Taguchi
- ダンサー：Fuji／Naomi
- トータルプロデュース：I've・ジェネオンエンタテインメント

## 収録アルバム
- 『SEED』（#1、#3）
- 『MAMI KAWADA BEST BIRTH』（#1）

## カバー
- Roselia［湊友希那（相羽あいな）］ - ゲーム『バンドリ! ガールズバンドパーティ!』に収録（2019年4月20日追加）[3]。